# As You Wish
As You Wish — седьмой мини-альбом южнокорейско-китайской гёрл-группы Cosmic Girls. Альбом был выпущен 19 ноября 2019 года лейблами Starship Entertainment и Yuehua Entertainment и был распространён kakao M. Он содержит в общей сложности семь песен, в том числе одноимённый ведущий сингл.

## Предпосылки и релиз
24 октября 2019 года Cosmic Girls в своих официальных социальных сетях сообщили, что выпустят новый мини-альбом 19 ноября.

## Трек-лист
| №                   | Название                     | Текст песни                | Музыка                                   | Arrangement              | Длительность |
| ------------------- | ---------------------------- | -------------------------- | ---------------------------------------- | ------------------------ | ------------ |
| 1.                  | «As You Wish» (이루리)       | KZ D'DAY Exy               | KZ Nthonius 비오(B.O.)                   | Nthonius                 | 3:15         |
| 2.                  | «Luckitty-Cat» (행운을 빌어) | 진리(FULL8LOOM) Exy        | 영광의 얼굴들(Full8loom) 진리(Full8loom) | 영광의 얼굴들(Full8loom) | 3:21         |
| 3.                  | «Lights Up» (야광별)         | 진솔 정신해 Exy            | Kiggen 진솔 MOpin                        | 진솔 MOpin               | 4:00         |
| 4.                  | «WW» (우와)                  | 정호현(e.one) 이하진 Exy   | 정호현(e.one) 최현준                     | 정호현(e.one) 최현준     | 3:47         |
| 5.                  | «Badaboom» (바다붐)          | KZ 비오(B.O.) Exy          | KZ Nthonius 비오(B.O.)                   | Nthonius                 | 3:24         |
| 6.                  | «Full Moon»                  | 김규석 Exy                 | Dawon 신쿵                               | 신쿵                     | 3:22         |
| 7.                  | «Don't Touch»                | Exy Big Brother Makecake36 | Exy Big Brother Makecake36               | Big Brother Makecake36   | 3:27         |
| Общая длительность: | Общая длительность:          | Общая длительность:        | Общая длительность:                      | Общая длительность:      | 24:36        |

## Чарты
| Чарты (2019)       | Высшая позиция |
| ------------------ | -------------- |
| Южная Корея (Gaon) | 2              |

## Награды и номинации

### Музыкальные программы
| Программа          | Дата                | Ссылка      |
| ------------------ | ------------------- | ----------- |
| The Show (SBS MTV) | 26 ноября 2019 года | [ 4 ] [ 5 ] |

## История релиза
| Регион      | Дата            | Формат              | Лейбл                                               |
| ----------- | --------------- | ------------------- | --------------------------------------------------- |
| Южная Корея | 19 ноября, 2019 | CD digital download | Starship Entertainment Yuehua Entertainment kakao M |
| Мир         | 19 ноября, 2019 | Digital download    | Starship Entertainment Yuehua Entertainment kakao M |